# 阿歷斯·安東尼奧·迪美路·山度士
阿歷斯·安東尼奧·迪美路·山度士（Alex Antônio de Melo Santos，1983年4月16日—）一般称作阿歷斯生于巴西，前职业足球运动员。他有個双胞胎兄弟也是一名职业足球运动员。